# Systém pro výměnu informací o vnitřním trhu
Systém pro výměnu informací o vnitřním trhu (IMI) je zabezpečená internetová aplikace, která spojuje veřejné orgány v Evropském hospodářském prostoru. Byla vyvinuta Evropskou komisí společně s členskými státy Evropské unie (odkaz na Wiki) za účelem urychlení administrativní spolupráce mezi jednotlivými zeměmi. IMI umožňuje orgánům ve veřejné správě na národní, regionální a obecní úrovni, aby rozpoznaly své protějšky v jiných zemích, a vyměňovaly si s nimi informace. Díky strojovému překladu a souboru předem přeložených standardizovaných  otázek a odpovědí je možné pro komunikaci používat svůj vlastní jazyk.

## Souvislosti
Legislativa vnitřního trhu Evropské unie nařizuje příslušným orgánům v členských státech poskytovat  svým zahraničním protějškům potřebné informace. Některé právní předpisy rovněž vyžadují komunikaci mezi členskými státy a Evropskou komisí (např. oznamování vnitrostátních implementací práva Evropské unie. Systém IMI byl vytvořen za účelem usnadnění této každodenní výměny informací.
IMI byl spuštěn v únoru 2008. Vývoj a údržba byla od července 2010 financována programem Řešení interoperability pro evropské orgány veřejné správy (ISA). ISA je nástupcem programu IDABC, který zpočátku financoval IMI, ale ukončil svoji činnost dne 31. prosince 2009.
IMI je jedním z nástrojů řízení jednotného trhu. Dalšími nástroji jsou Vaše Evropa, Vaše Evropa – Poradenství, SOLVIT a Jednotná kontaktní místa.
IMI využívá konceptu „ochrany soukromí ve fázi návrhu"  - zohlednění soukromí a ochrany osobních údajů ve všech fázích práce s IMI. Tento koncept byl vyvinut ve spolupráci s Evropského inspektora ochrany údajů.

## Typy uživatelů
IMI byl zaveden necentralizovaně. Implementace systému do praxe je proto odpovědností jednotlivých členských států. V systému IMI jsou různé typy uživatelů. 

### Kompetentní orgány
Příslušné orgány jsou koncoví uživatelé systému IMI. Jsou to veřejné orgány, které mají za úkol zabývat se specifickými prvky uplatňování právních předpisů vnitřního trhu. Mohou fungovat na národní, regionální nebo obecní úrovni.

### Koordinátoři IMI
K dispozici je jeden národní koordinátor IMI za každý členský stát, často na ministerstvu. Jeho úkolem je zajištění bezproblémového fungování systému IMI v dané zemi. Koordinátoři IMI mohou přenést některé ze svých pravomocí na další koordinátory. Tito mohou mít na starost například jednu specifickou oblast legislativy nebo oblast zeměpisnou; v závislosti na administrativní struktuře jednotlivých členských států.

### Evropská komise
Evropská komise je zodpovědná za údržbu a rozvoj systému, helpdesk a školení. Také řídí a podporuje síť koordinátorů IMI, propaguje další rozšíření systému IMI a informuje veřejnost o fungování systému. 

## Pracovní postupy IMI
IMI nabízí uživatelům řadu pracovních postupů za účelem usnadnění různých druhů administrativní spolupráce mezi členskými státy Evropského hospodářského prostoru. 

### Žádost o informace
Pokud příslušný orgán potřebuje informace od svého protějšku v zahraničí, může zaslat žádost o informace. Tento mechanismus výměny využívá souboru předem přeložených standardizovaných otázek a odpovědí ve všech jazycích EU. Je také možné přiložit relevantní dokumenty. Pouze příslušné orgány, které se přímo účastní výměny informací, mají přístup k obsahu. Praktický příklad žádosti o informace: německý učitel by rád pracoval v Portugalsku. Příslušný portugalský orgán potřebuje ověřit pravost jeho naskenovaného diplomu. Prostřednictvím systému IMI odešle žádost o informace svému partnerskému orgánu v Německu. Tento orgán může žádost přijmout a poslat obratem odpověď zpět do Portugalska. Díky souboru předem přeložených standardizovaných otázek a odpovědí mohou oba orgány komunikovat ve svém vlastním jazyce.

### Oznámení
Oznámení jsou založena na „jeden k mnoha“ výměně informací, kde mohou orgány zaslat svoji žádost jednomu nebo více kompetentním orgánům a/nebo Evropskou komisí. Například směrnice o službách na vnitřním trhu vyžaduje, aby členské státy upozornily ostatní členské státy při možných nebezpečích pro zdraví a bezpečnost osob nebo životní prostředí způsobených poskytováním služeb.

### Úložiště informací
Úložiště informací IMI jsou databáze, kde jsou ukládána specifická data pro konkrétní oblasti. Příkladem takového úložiště je adresář registrů vedeného příslušnými orgány v celém Evropském hospodářském prostoru. Tento adresář je vybaven vícejazyčnými vyhledávači. Obsah úložiště je přístupný buď omezené skupině kompetentních orgánů, nebo všem uživatelům systému IMI.

## Legislativní rámec
IMI se používá ve všech členských státech Evropského hospodářského prostoru pro administrativní spolupráci, která je  vyžadována ve směrnici o uznávání odborných kvalifikací (2005/36/ES), směrnici o službách na vnitřním trhu (2006/123/ES) a jako pilotní verze pro směrnici o vysílání pracovníků. Od listopadu 2012 také poskytuje databázi informací o držitelích licencí pro přeshraniční přepravu eurohotovosti a nyní také jako IT platforma pro neformální řešení sporů sítě SOLVIT. Plánuje se rozšiřování i do dalších legislativních oblastí, například  pro směrnici o uplatňování práv pacientů v přeshraniční zdravotní péči.
IMI si klade za cíl "stát se flexibilním nástrojem administrativní spolupráce a přispívat ke zlepšení řízení na vnitřním trhu."
Nařízení o systému IMI, které vstoupilo v platnost v prosinci 2012, stanovuje jeho komplexní právní rámec. Poskytuje kompletní sadu pravidel pro zpracování osobních údajů v systému IMI a předepisuje metodu pro budoucí rozšíření systému IMI do dalších oblastí.